# Pelastoneurus whittingtoni
Pelastoneurus whittingtoni är en tvåvingeart som beskrevs av Grichanov 2004. Pelastoneurus whittingtoni ingår i släktet Pelastoneurus och familjen styltflugor. Inga underarter finns listade i Catalogue of Life.